# Das unbekannte Morgen
Das unbekannte Morgen is een Duitse dramafilm uit 1923 onder regie van Alexander Korda. Destijds werd de film in Nederland uitgebracht onder de titel Huwelijksleed.

## Verhaal
Een man laat zijn vrouw in de steek, omdat hij onterecht gelooft dat ze overspel heeft gepleegd. Ze wint hem terug door haar onschuld te bewijzen. Daarbij weerstaat ze de avances van een bewonderaar, die haar weg wil houden van haar echtgenoot.

## Rolverdeling
| Acteur          | Personage      |
| --------------- | -------------- |
| Werner Krauss   | Marc Muradock  |
| María Corda     | Stella Manners |
| Olga Limburg    | Zoé            |
| Carl Ebert      | Gordon Manners |
| Louis Ralph     | Alphonse       |
| Friedrich Kühne | Raorama Singh  |
| Antonie Jaeckel | Tante          |